# Port Vue
Port Vue es un borough ubicado en el condado de Allegheny en el estado estadounidense de Pensilvania. En el año 2000 tenía una población de 4.228 habitantes y una densidad poblacional de 1,484 personas por km².

## Geografía
Port Vue se encuentra ubicado en las coordenadas 40°20′19″N 79°52′14″O / 40.33861, -79.87056.

## Demografía
Según la Oficina del Censo en 2000 los ingresos medios por hogar en la localidad eran de $31,509 y los ingresos medios por familia eran $37,318. Los hombres tenían unos ingresos medios de $31,680 frente a los $23,203 para las mujeres. La renta per cápita para la localidad era de $16,065. Alrededor del 10.5% de la población estaba por debajo del umbral de pobreza.